# Olympische Sommerspiele 1924/Turnen
Bei den VIII. Olympischen Spielen 1924 in Paris fanden neun Wettbewerbe im Gerätturnen statt. Austragungsort war das Olympiastadion im Vorort Colombes. Erstmals gab es, wie bis heute üblich, auch Entscheidungen an den einzelnen Geräten.

## Bilanz

### Medaillenspiegel
| Platz | Land               | Gold | Silber | Bronze | Gesamt |
| ----- | ------------------ | ---- | ------ | ------ | ------ |
| 1     | Schweiz            | 2    | 2      | 3      | 7      |
| 2     | Königreich Italien | 2    | –      | 1      | 3      |
| 3     | Jugoslawien        | 2    | –      | –      | 2      |
| 4     | Tschechoslowakei   | 1    | 4      | 4      | 9      |
| 5     | Frankreich         | 1    | 4      | 1      | 6      |
| 6     | Vereinigte Staaten | 1    | –      | –      | 1      |

### Medaillengewinner
| Konkurrenz           | Gold | Silber | Bronze |
| -------------------- | --- | --- | --- |
| Mannschaftsmehrkampf | Luigi Cambiaso, Mario Lertora, Vittorio Lucchetti, Luigi Maiocco, Ferdinando Mandrini, Francesco Martino, Giuseppe Paris, Giorgio Zampori | Eugène Cordonnier, Léon Delsarte, François Gangloff, Jean Gounot, Arthur Hermann, Alphonse Higelin, Joseph Huber, Albert Séguin | Hans Grieder, August Güttinger, Jean Gutweninger, Georges Miez, Otto Pfister, Antoine Rebetez, Carl Widmer, Josef Wilhelm |
| Einzelmehrkampf      | Leon Štukelj | Robert Pražák | Bedřich Šupčík |
| Barren               | August Güttinger | Robert Pražák | Giorgio Zampori |
| Pferdsprung          | Frank Kriz | Jan Koutný | Bohumil Mořkovský |
| Reck                 | Leon Štukelj | Jean Gutweninger | Alphonse Higelin |
| Ringe                | Francesco Martino | Robert Pražák | Ladislav Vácha |
| Seitpferd            | Josef Wilhelm | Jean Gutweninger | Antoine Rebetez |
| Seitpferdsprung      | Albert Séguin | Jean Gounot François Gangloff                                                                                                   | – |
| Tauhangeln           | Bedřich Šupčík | Albert Séguin | August Güttinger Ladislav Vácha                                                                                           |

## Ergebnisse

### Mannschaftsmehrkampf
| Platz | Land | Sportler | Punkte  |
| ----- | ---- | --- | ------- |
| 1     | ITA  | Luigi Cambiaso, Mario Lertora, Vittorio Lucchetti, Luigi Maiocco, Ferdinando Mandrini, Francesco Martino, Giuseppe Paris, Giorgio Zampori | 839,058 |
| 2     | FRA  | Eugène Cordonnier, Léon Delsarte, François Gangloff, Jean Gounot, Arthur Hermann, Alphonse Higelin, Joseph Huber, Albert Séguin           | 820,528 |
| 3     | SUI  | Hans Grieder, August Güttinger, Jean Gutweninger, Georges Miez, Otto Pfister, Antoine Rebetez, Carl Widmer, Josef Wilhelm                 | 816,661 |
| 4     | YUG  | Stane Derganc, Stane Hlastan, Mihael Oswald, Rastko Poljšak, Janez Porenta, Josip Primožič, Leon Štukelj, Janez Porenta                   | 762,101 |
| 5     | USA  | Alfred Jochim, Frank Kriz, John Mais, Rudolph Novak, John Pearson, Curtis Rottman, Frank Safandra, Max Wandrer                            | 715,117 |
| 6     | GBR  | Harold Brown, Harry Finchett, Frank Hawkins, Thomas Hopkins, Stan Humphreys, Edward Leigh, Stanley Leigh, Albert Spencer                  | 637,190 |
| 7     | FIN  | Mikko Hämäläinen, Väinö Karonen, Eevert Kerttula, Eetu Kostamo, Jaakko Kunnas, Aarne Roine, Akseli Roine, Otto Suhonen                    | 554,948 |
| 8     | LUX  | Mathias Erang, Théo Jeitz, Charles Quaino, Émile Munhofen, Albert Neumann, Jacques Palzer, Pierre Tolar, Mathias Weishaupt                | 548,129 |
|       | TCH  | Stanislav Indruch, Miroslav Klinger, Josef Kos, Jan Koutný, Bohumil Mořkovský, Robert Pražák, Bedřich Šupčík, Ladislav Vácha              | DNF     |

Datum: 17. bis 23. Juli 1924 

72 Teilnehmer aus 9 Ländern

### Einzelmehrkampf
| Platz | Land | Sportler            | Punkte  |
| ----- | ---- | ------------------- | ------- |
| 1     | YUG  | Leon Štukelj        | 110,340 |
| 2     | TCH  | Robert Pražák       | 110,323 |
| 3     | TCH  | Bedřich Šupčík      | 106,930 |
| 4     | ITA  | Ferdinando Mandrini | 105,583 |
| 5     | TCH  | Miroslav Klinger    | 105,500 |
| 6     | TCH  | Ladislav Vácha      | 105,300 |
| 7     | SUI  | August Güttinger    | 105,176 |
| 8     | FRA  | Jean Gounot         | 105,153 |
| 9     | FRA  | Léon Delsarte       | 104,739 |
| 10    | ITA  | Mario Lertora       | 103,619 |
|       |      |                     |         |
| 14    | SUI  | Jean Gutweninger    | 102,342 |
| 22    | SUI  | Hans Grieder        | 099,646 |
| 23    | SUI  | Georges Miez        | 098,796 |
| 25    | SUI  | Josef Wilhelm       | 097,096 |
| 28    | SUI  | Otto Pfister        | 095,746 |
| 32    | SUI  | Carl Widmer         | 094,936 |
| 38    | SUI  | Antoine Rebetez     | 089,583 |

Datum: 17. bis 23. Juli 1924 

72 Teilnehmer aus 9 Ländern

### Barren
| Platz | Land | Sportler         | Punkte |
| ----- | ---- | ---------------- | ------ |
| 1     | SUI  | August Güttinger | 21,63  |
| 2     | TCH  | Robert Pražák    | 21,61  |
| 3     | ITA  | Giorgio Zampori  | 21,45  |
| 4     | SUI  | Josef Wilhelm    | 21,40  |
| 5     | ITA  | Mario Lertora    | 21,33  |
| 6     | TCH  | Ladislav Vácha   | 21,31  |
| 7     | TCH  | Josef Kos        | 21,28  |
| 8     | SUI  | Jean Gutweninger | 21,26  |
| 8     | TCH  | Bedřich Šupčík   | 21,26  |
| 10    | TCH  | Miroslav Klinger | 21,13  |
|       |      |                  |        |
| 12    | SUI  | Hans Grieder     | 20,94  |
| 21    | SUI  | Georges Miez     | 20,36  |
| 31    | SUI  | Carl Widmer      | 20,36  |
| 35    | SUI  | Antoine Rebetez  | 19,08  |
| 39    | SUI  | Otto Pfister     | 18,96  |

Datum: 18. Juli 1924 

72 Teilnehmer aus 9 Ländern

### Pferdsprung
| Platz | Land | Sportler            | Punkte |
| ----- | ---- | ------------------- | ------ |
| 1     | USA  | Frank Kriz          | 9,98   |
| 2     | TCH  | Jan Koutný          | 9,97   |
| 3     | TCH  | Bohumil Mořkovský   | 9,93   |
| 4     | YUG  | Leon Štukelj        | 9,91   |
| 5     | USA  | Max Wandrer         | 9,85   |
| 6     | YUG  | Janez Porenta       | 9,76   |
| 7     | TCH  | Miroslav Klinger    | 9,75   |
| 7     | ITA  | Ferdinando Mandrini | 9,75   |
| 9     | TCH  | Robert Pražák       | 9,74   |
| 10    | TCH  | Ladislav Vácha      | 9,70   |
|       |      |                     |        |
| 17    | SUI  | August Güttinger    | 9,08   |
| 23    | SUI  | Jean Gutweninger    | 8,37   |
| 24    | SUI  | Otto Pfister        | 8,33   |
| 25    | SUI  | Georges Miez        | 8,17   |
| 41    | SUI  | Hans Grieder        | 7,08   |
| 46    | SUI  | Josef Wilhelm       | 6,87   |
| 57    | SUI  | Carl Widmer         | 4,83   |
| 67    | SUI  | Antoine Rebetez     | 0,00   |

Datum: 21. Juli 1924 

70 Teilnehmer aus 9 Ländern

### Reck
| Platz | Land | Sportler          | Punkte |
| ----- | ---- | ----------------- | ------ |
| 1     | YUG  | Leon Štukelj      | 19,730 |
| 2     | SUI  | Jean Gutweninger  | 19,236 |
| 3     | FRA  | Alphonse Higelin  | 19,163 |
| 4     | SUI  | Antoine Rebetez   | 19,053 |
| 5     | SUI  | Georges Miez      | 19,050 |
| 6     | FRA  | Jean Gounot       | 19,043 |
| 7     | FRA  | François Gangloff | 18,933 |
| 8     | SUI  | August Güttinger  | 18,886 |
| 9     | TCH  | Robert Pražák     | 18,730 |
| 10    | FRA  | Léon Delsarte     | 18,633 |
|       |      |                   |        |
| 22    | SUI  | Josef Wilhelm     | 17,150 |
| 24    | SUI  | Hans Grieder      | 16,946 |
| 25    | SUI  | Otto Pfister      | 16,920 |
| 31    | SUI  | Carl Widmer       | 16,190 |

Datum: 17. Juli 1924 

72 Teilnehmer aus 9 Ländern

### Ringe
| Platz | Land | Sportler            | Punkte |
| ----- | ---- | ------------------- | ------ |
| 1     | ITA  | Francesco Martino   | 21,553 |
| 2     | TCH  | Robert Pražák       | 21,483 |
| 3     | TCH  | Ladislav Vácha      | 21,430 |
| 4     | YUG  | Leon Štukelj        | 21,330 |
| 5     | TCH  | Bedřich Šupčík      | 21,120 |
| 6     | TCH  | Bohumil Mořkovský   | 21,080 |
| 7     | TCH  | Jan Koutný          | 21,053 |
| 8     | ITA  | Ferdinando Mandrini | 20,943 |
| 9     | ITA  | Vittorio Lucchetti  | 20,913 |
| 10    | FRA  | Eugène Cordonnier   | 20,900 |
|       |      |                     |        |
| 30    | SUI  | Antoine Rebetez     | 17,920 |
| 32    | SUI  | Jean Gutweninger    | 17,846 |
| 37    | SUI  | August Güttinger    | 17,570 |
| 40    | SUI  | Josef Wilhelm       | 17,386 |
| 41    | SUI  | Otto Pfister        | 17,246 |
| 43    | SUI  | Hans Grieder        | 17,070 |
| 44    | SUI  | Carl Widmer         | 16,996 |
| 45    | SUI  | Georges Miez        | 16,686 |

Datum: 19. Juli 1924 

70 Teilnehmer aus 9 Ländern

### Pauschenpferd
| Platz | Land | Sportler         | Punkte |
| ----- | ---- | ---------------- | ------ |
| 1     | SUI  | Josef Wilhelm    | 21,230 |
| 2     | SUI  | Jean Gutweninger | 21,130 |
| 3     | SUI  | Antoine Rebetez  | 20,730 |
| 4     | SUI  | Carl Widmer      | 20,500 |
| 5     | ITA  | Giuseppe Paris   | 20,100 |
| 6     | YUG  | Stane Derganc    | 19,930 |
| 7     | TCH  | Miroslav Klinger | 19,670 |
| 8     | SUI  | August Güttinger | 19,600 |
| 9     | FRA  | Arthur Hermann   | 19,460 |
| 10    | YUG  | Leon Štukelj     | 19,370 |
|       |      |                  |        |
| 14    | SUI  | Georges Miez     | 18,830 |
| 15    | SUI  | Hans Grieder     | 18,440 |
| 16    | SUI  | Otto Pfister     | 18,430 |

Datum: 23. Juli 1924 

70 Teilnehmer aus 9 Ländern

### Pauschenpferdsprung
| Platz | Land | Sportler          | Punkte |
| ----- | ---- | ----------------- | ------ |
| 1     | FRA  | Albert Séguin     | 10,00  |
| 2     | FRA  | Jean Gounot       | 09,93  |
| 2     | FRA  | François Gangloff | 09,93  |
| 4     | YUG  | Stane Hlastan     | 09,86  |
| 5     | YUG  | Stane Derganc     | 09,85  |
| 6     | TCH  | Bedřich Šupčík    | 09,83  |
| 6     | TCH  | Ladislav Vácha    | 09,83  |
| 8     | FRA  | Eugène Cordonnier | 09,80  |
| 8     | LUX  | Mathias Erang     | 09,80  |
| 8     | USA  | Frank Kriz        | 09,80  |
| 8     | TCH  | Robert Pražák     | 09,80  |
|       |      |                   |        |
| 29    | SUI  | Hans Grieder      | 09,17  |
| 34    | SUI  | Hans Grieder      | 09,17  |
| 39    | SUI  | Josef Wilhelm     | 09,06  |
| 42    | SUI  | Otto Pfister      | 08,86  |
| 46    | SUI  | Jean Gutweninger  | 08,50  |
| 48    | SUI  | August Güttinger  | 08,41  |
| 62    | SUI  | Antoine Rebetez   | 07,80  |
| 63    | SUI  | Carl Widmer       | 07,66  |

Datum: 23. Juli 1924 

70 Teilnehmer aus 9 Ländern

### Tauhangeln
| Platz | Land | Sportler         | Zeit (s) |
| ----- | ---- | ---------------- | -------- |
| 1     | TCH  | Bedřich Šupčík   | 07,2     |
| 2     | FRA  | Albert Séguin    | 07,4     |
| 3     | TCH  | Ladislav Vácha   | 07,8     |
| 3     | SUI  | August Güttinger | 07,8     |
| 5     | YUG  | Stane Žilič      | 08,0     |
| 6     | FRA  | Jean Gounot      | 08,4     |
| 6     | FRA  | Arthur Hermann   | 08,4     |
| 6     | USA  | Frank Kriz       | 08,4     |
| 6     | YUG  | Janez Porenta    | 08,4     |
| 10    | ITA  | Mario Lertora    | 08,6     |
| 10    | USA  | John Pearson     | 08,6     |
| 10    | YUG  | Leon Štukelj     | 08,6     |
|       |      |                  |          |
| 18    | SUI  | Hans Grieder     | 09,0     |
| 23    | SUI  | Carl Widmer      | 09,2     |
| 31    | SUI  | Georges Miez     | 09,6     |
| 31    | SUI  | Otto Pfister     | 09,6     |
| 35    | SUI  | Jean Gutweninger | 09,8     |
| 41    | SUI  | Antoine Rebetez  | 10,2     |
| 45    | SUI  | Josef Wilhelm    | 10,4     |

Datum: 20. Juli 1924 

70 Teilnehmer aus 9 Ländern